# Nezdřev
Nezdřev település Csehországban, a Dél-plzeňi járásban. Nezdřev Hradiště, Kasejovice és Oselce településekkel határos. Lakosainak száma 103 fő (2024. január 1.).

## Népesség
A település lakosságának változását az alábbi diagram mutatja:
| Lakosok száma | 290  | 231  | 249  | 172  | 143  | 115  | 106  | 102  | 96   | 103  |
|               | 1869 | 1900 | 1921 | 1961 | 1980 | 2011 | 2016 | 2019 | 2021 | 2024 |